# 浮川和宣
浮川 和宣（うきがわ かずのり、1949年5月5日 - ）は、日本のプログラマ、実業家。ジャストシステムの創業者であり、一太郎の開発者としても知られる。愛媛県新居浜市生まれ。元日本パーソナルコンピューターソフトウェア協会会長。

## 経歴
父は機械系エンジニア、母は市役所勤めの地方公務員。新居浜市立東中学校、愛媛県立新居浜西高等学校、愛媛大学工学部電気工学科卒業。後の妻であり、元ジャストシステム代表取締役専務（のち副社長を務めたあと、2009年10月29日辞任）である橋本初子とは大学在学中に知り合う（彼女は同大学同学部電子工学科唯一の女子学生であった）。
1973年3月に大学を卒業後、初子は上京し高千穂バローズ（現 BIPROGY）の相模原研究所に、浮川は東京芝浦電気（現・東芝）のグループ企業である西芝電機に入社。二人は1975年に結婚し、初子は退職し姫路市の浮川の社宅に暮らすことになった。
初子は地元の小さなオフィスコンピュータシステム販売会社に再就職し、浮川は初子の才能を見込んで独立を決意。1979年に西芝電機を退職して徳島に戻り、同年7月に初子とともに徳島市内の初子の実家でオフィスコンピュータシステムの販売会社「ジャストシステム」を創業。1981年6月に株式会社化。
初子とともにコンピュータの日本語処理機能の開発に尽力し、当時としては珍しいかな漢字変換システムを8ビットの CP/M 上で作り上げた。1982年10月に東京の展示会に出品されるとNECの技術者の目にとまり、ワープロソフトの開発を受注。1983年にNECのPC-100で「JS-WORD」が採用されたのを契機に本格的な開発に乗り出し、アスキーの下請けを経て独立。1985年8月には一太郎として発売され日本全国を席捲することになる。浮川はスペースキーで漢字に変換し、もう一度スペースキーを押すと次の候補が出る、という現在の標準的な日本語変換方法を考え出した。
1990年6月に日本パーソナルコンピューターソフトウェア協会（JPSA）の会長に、1991年9月にコンピュータソフトウェア著作権協会（ACCS）の副理事長に、2000年6月に日本パーソナルコンピュータソフトウェア協会（JPSA、現コンピュータソフトウェア協会）の理事に就任。2002年6月には内閣府・総合科学技術会議知的財産戦略専門調査会委員に選出されている。
しかし、2009年4月にジャストシステムが経営不振によりキーエンスの傘下に入った関係から、同年6月にジャストシステムの社長を福良伴昭に譲り同社代表取締役会長に就任。さらに同年10月には会長も辞任し、同社の役員から退くこととなった。その後、同年10月30日には、夫人とともに新たに株式会社MetaMoJiを設立している。